# James Mtume
James Mtume, vlastním jménem James Forman (27. září 1946 – 9. ledna 2022) byl americký hudebník, hudební producent a skladatel. Narodil se ve Filadelfii jako syn jazzového saxofonisty Jimmyho Heatha. V letech 1971 až 1975 spolupracoval s trumpetistou Milesem Davisem, hrál například na jeho albech On the Corner (1972) a Get Up with It (1974). Ve druhé polovině sedmdesátých let založil kapelu Mtume, se kterou nahrál například hitový singl „Juicy Fruit“. Během své kariéry spolupracoval s mnoha dalšími hudebníky, mezi které patří například Harold Land, Azar Lawrence, Mary J. Blige a Art Farmer.